# Svømmehalskvarteret
Svømmehalskvarteret er et område omkring Frederiksberg Svømmehal opført 1934.
Centralt i Svømmehalskvarteret lå det filantropiske boligbyggeri De Classenske Boliger, der opførtes 1866-1881 i et bredt bælte fra Godthåbsvej ned mod Nyelandsvej. Nedrivningen af komplekset påbegyndtes allerede før 1. verdenskrig, men det tog 40 år før den sidste boligblok blev revet ned.
I salgsreklamer for boliger i Svømmehalskvarteret, bliver  Cafélivet  på Godthåbsvej ved Aksel Møllers Have ofte fremhævet. 
Midt i området ligger Aksel Møllers Have opført 1946. Ud for Godthåbsvej ved Metronomen (Det tidligere, Byggeriets Hus) kommer den nye Metro Station Aksel Møllers Have Station til at ligge.